# Илава
Ила̀ва (на полски: Iława; пруски: Īlawa; на немски: Deutsch Eylau) е град и голям туристически център в Североизточна Полша, Варминско-Мазурско войводство. Административен център е на Илавски окръг, както и на селската Илавска община, без да е част от нея. Обособен е в самостоятелна градска община с площ 21,88 км2.

## География
Градът се намира в историческата област Помезания.
Разположен е край езерото Йежьорак в географския макрорегион Илавска езерна област.

## История
Селището е основано през 1305 г. от тевтонския управител (komtur) на Джежгон Зигхард фон Шварцбург. В периода (1975 – 1998) е в състава на Олщинското войводство.

## Население
Населението на града възлиза на 33 132 души (2017 г.). Гъстотата е 1514 души/км2.
Демография:
- 1540 – 450 души
- 1618 – 390 души
- 1740 – 586 души
- 1780 – 986 души
- 1864 – 2500 души
- 1910 – 7086 души
- 1939 – 12 772 души
- 1946 – 2259 души
- 1960 – 12 029 души
- 1970 – 16 912 души
- 1978 – 21 604 души
- 1990 – 32 086 души
- 1998 – 33 750 души
- 2009 – 32 349 души
- 2017 – 33 132 души

## Личности
- Хелмут Щиф – немски генерал
- Мариуш Машкевич – полски социолог и дипломат
- Пьотър Жуховски – полски политик
- Мирослав Кохалски – полски политик
- Ярослав Котевич – полски лекоатлет
- Рафал Куптел – полски хандбалист, национал

## Градове партньори
- Гаргждай, Литва
- Херборн, Германия
- Толен, Нидерландия

## Фотогалерия
- Мелница
- Железопътна гара
- Мали Йежьорак
- Спортна зала „Мемориал Хуберт Вагнер“